# Panopsis perijensis
Panopsis perijensis är en tvåhjärtbladig växtart som beskrevs av Julian Alfred Steyermark och K.S. Edwards. Panopsis perijensis ingår i släktet Panopsis och familjen Proteaceae. Inga underarter finns listade i Catalogue of Life.